# ティーンエイジャー

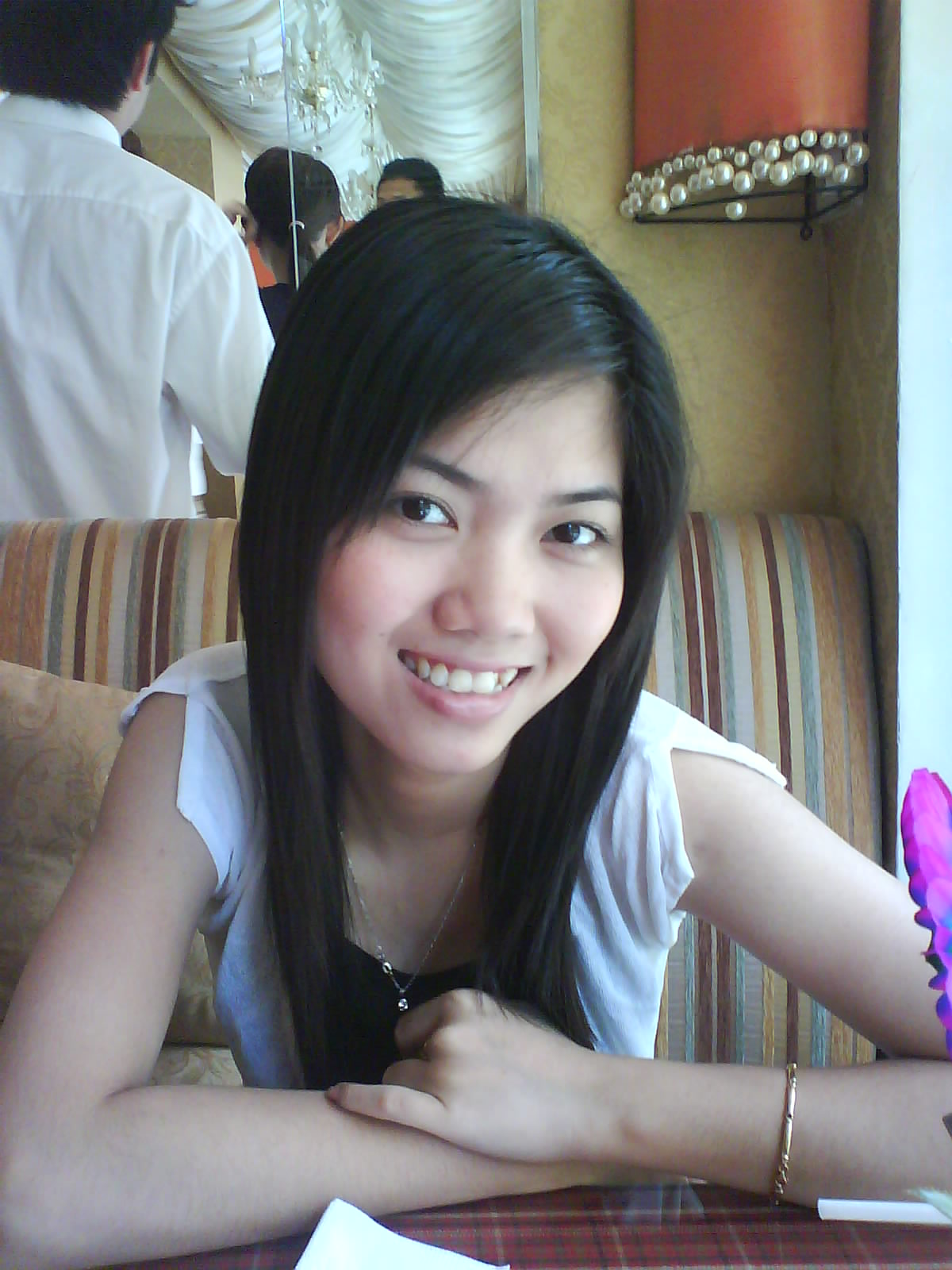
ベトナムのティーンエイジャー

ティーンエイジャー（英語: Teen-ager）とは、13〜19歳の少年少女を指す言葉である。ティーンエージャー、ティンエイジャー、ティーネイジャー、ティーネージャーと表記される場合もあり、ティーン (teen) 、ティーンズ (teens) と略されることもある。同じ概念の言葉は日本語には無い。
誤りであるが、和製英語としてティーンやティーンズを10代と表現する場合がある（超十代など。）。また、文学など統計的な厳密さを求めない場合は意訳として10代と訳す場合がある。また１年前倒しの１２～１８歳を、中高生と呼ぶことも多い。

## 概要
10代の前半はローティーン（和製英語: low teen）、中ほどはミドルティーン（和製英語: middle teen）、後半はハイティーン（和製英語: high teen）という。この境目に明確な定義はない。なお、ローティーン、ミドルティーン、ハイティーンという単語は和製英語である。ティーンエイジャーは子供から大人への移行期であるが、ローティーンはまだ子供の特徴が強く、ミドルティーンは子供の特徴と大人の特徴が半分くらい、ハイティーンは大人の特徴が強いと言われる。しかし、ローティーンで既に大人の特徴が強い者がいたり、ハイティーンでもまだ子供の特徴が強い者がいるなど、個人差もある。
また、ローティーン、またはローティーンよりさらに下の年齢、10歳前後を「乳臭い十代」という意味でミルクティーン（和製英語: milkteen）と呼ぶ表現もある。１０～１２歳は、プレティーンと言われている。

## 英語での Teen-ager
英語では、Teen-ager は、語尾に-teenのつく13歳から19歳までの若者を指す。おおむね思春期・中高生と重なり合う。英語では、語尾に-teenのつかない9歳から12歳の少年少女をプレティーン（英語: preteen）、プレティーンエイジャー（英語: preteen-ager）と呼ぶ。13歳から15歳ごろの少年は a boy in his early teens 、16歳ごろから19歳までの少女は a girl in her late teens などと表現する。
日本語での10代という表現は英語には無い(20から90代はtwentiesやninetiesなどの日本語に相当する表現がある。) 。

## ティーンエイジャーの特徴
- 思春期が男性は14歳までに、女性は12歳までに始まる[注釈 1][注釈 2]。女性は初経から1年後以降になると大人に近い体型となり、16歳〜18歳ごろになると成長が止まり、大人の体型となる[6]。
- ティーンエイジャーの時期は、心境が不安定で、悩むことが多い。
- 自我の形成される時期で、親への反抗や人見知りをする時期でもある。
- 異性に興味を持つため異性問題もこの時期からが多い。
- ギャングエイジが弱くなり始める。